# Germán Montoya Vélez
Germán Montoya Vélez (Medellín, 1920- 27 de mayo de 2020) fue un empresario y político colombiano.
Conocido por ser el fundador de GM Colmotores y haberse desempeñado como secretario general de la presidencia durante el gobierno de Virgilio Barco (1986-1990). Además, formó parte de las juntas directivas de varias empresas de Colombia.
Durante el periodo como miembro del gobierno, la organización criminal del cartel de Medellín cometió varios ataques contra su familia en medio del conflicto armado interno de Colombia. Su hijo Álvaro, presidente de Probolsa, fue secuestrado en 1989 para presionar un diálogo con el Gobierno, el cual finalmente fracasó. Su hermana Marina Montoya también fue secuestrada y asesinada en cautiverio.

## Biografía
Germán Montoya Vélez nació en Medellín, tras haber empezado a trabajar desde los 12 años, cursó estudios en la Escuela de Minas de la Universidad Nacional de Colombia de Medellín.
Montoya empezó a trabajar en Coltejer hasta llegar a ejercer la vicepresidencia de la compañía cuando contaba 27 años de edad. Tras retirarse de esa empresa, se trasladó a Bogotá donde estableció un almacén de telas y un negocio de bolsas de fique.
En 1956 fundó GM Colmotores en un lote ubicado en la localidad de Tunjuelito (Bogotá), estando a la cabeza de la empresa durante 25 años. La fábrica firmó el contrato para ensamblar con la British Motor Corporation, pero el primer automotor sólo fue operacional seis años más tarde. En 1969 comenzó a operar la primera ensambladora de Renault, que se convirtió en uno de sus principales competidores.
Posteriormente, formó parte de la junta directiva de Caracol radio y televisión, de la ECA, de la Federación de Algodoneros; fue presidente de las juntas directivas de la Asociación Nacional de Industriales (ANDI), y del Banco del Comercio.
En 1979, el periodista Alberto Giraldo contactó al jefe del Cartel de Cali, Gilberto Rodríguez Orejuela, para informarle que Montoya, entonces presidente de Chrysler Colombia, le había informado sobre la quiebra de la multinacional, por lo que necesitaban deshacerse de la filial colombiana. Entonces Rodríguez invirtió 50 millones de pesos de la época, con lo que este pasó a presidir Chrysler Colombia, entre 1979 y 1983.

### Secretario general de la Presidencia
El puesto como secretario general de la Presidencia durante el gobierno de Virgilio Barco fue su primer trabajo en el sector público. Según la revista Semana, al decir de varios opositores, Montoya era “quien realmente tomaba las grandes decisiones en Palacio”. Por su parte, el diario El Tiempo lo describió como “la inconfundible mano derecha del ex jefe del Estado”. En el mismo sentido, varios medios de comunicación han especulado que Barco padecía la enfermedad de Alzheimer al final de su mandato, lo que habría reforzado la posición de Montoya en la toma de decisiones dentro del gobierno.
El 28 de mayo de 1989 fue secuestrado el agente de bolsa Gustavo Montoya, hijo de Germán Montoya, siendo liberado el 14 de junio siguiente.

### Fracaso en las negociaciones entre el gobierno y el Cartel de Medellín
En agosto de 1989, se supo que el cartel contactó al exministro Joaquín Vallejo Arbeláez para que sirviera de intermediario de la propuesta de Pablo Escobar, líder de la organización criminal, para estructurar el diálogo con el gobierno. Vallejo, quien era el padrino de bautismo de Escobar, aceptó la propuesta.
El exministro contactó a Germán Montoya y le presentó la propuesta de los narcotraficantes. Tiempo después, Montoya declaró que su respuesta a Vallejo fue que en ese momento, tras el reciente asesinato de Luis Carlos Galán, no era posible negociar entre el gobierno y el cartel.
Aun así, Vallejo redactó un modelo de preacuerdo y lo discutió con Escobar. A su vez Guido Parra, abogado del Cartel, transformó el documento en una propuesta de paz del cartel, que hizo llegar al gobierno de Barco. Se acordó la creación de una comisión nombrada por el gobierno. Al filtrarse la información a los medios de comunicación, Montoya calificó de calumniosas las noticias sobre supuestos diálogos entre el gobierno y el cartel. En ese contexto, en el Congreso de la República, que tramitaba una reforma Constitucional, se presentaron acusaciones y señalamientos contra el gobierno.
En octubre, el ministro de Gobierno Carlos Lemos declaró que “El Gobierno recibió por intermedio del doctor Joaquín Vallejo una propuesta que rechazó. Esa es la verdad escueta. Hubo un contacto entre el doctor Vallejo y el doctor Montoya y la respuesta fue no”. Sin embargo, la oposición continuó sumando voces en favor y en contra del Gobierno por varios días.
Pese a la controversia, se conservó un documento en el que los narcotraficantes ofrecían retirarse del negocio, entregar las armas y colaborar con el desmantelamiento de las otras organizaciones ilegales, a cambio de que se garantizara la no extradición, además de una ley de indulto, así como una amnistía patrimonial, y la posibilidad de extender estos beneficios a lo que denominaron “grupos auxiliares” como el Muerte a Secuestradores (MAS), es decir, favorecer también el paramilitarismo.
En diciembre de 1989, menos de una semana después de la muerte de Gonzalo Rodríguez Gacha, el cartel secuestro a Álvaro Montoya  a pocas cuadras de su oficina en la calle 79 con carrera 11 de Bogotá. Acto seguido, los hombres de Escobar, en distintos hechos, secuestraron a 17 personas más pertenecientes a familias acaudaladas de la capital antioqueña, entre ellos dos de la familia Echavarría. El plan de Escobar quedó formalizado a través de un comunicado de Los Extraditables, en el que justificaron el acto como una necesidad de la guerra.
Entonces, los expresidentes Misael Pastrana, Alfonso López Michelsen y Julio Cesar Turbay, acompañados por Diego Montaña de la Unión Patriótica, y del cardenal Mario Revollo, publicaron un comunicado donde pedían la liberación de los rehenes, dejando entender que de hacerlo “la sociedad miraría con benevolencia este gesto y los haría acreedores a un tratamiento menos riguroso”.
La situación fue retornando a la normalidad a medida que Escobar liberaba a los secuestrados, proceso que comenzó tras un comunicado en el que Los Extraditables calificaron como una “patriótica invitación”, la declaración de los expresidentes y el líder de la UP, manifestando a la vez que reconocían el “triunfo del Estado”. El gobierno barajó nombres para liderar el proceso y el más opcionado era Otto Morales Benítez. El Gobierno, sin embargo, negó la existencia de cualquier negociación y anunció que, por el contrario, iba a fortalecer el proceso de extradición. Ello no impidió la total liberación de los secuestrados antes de finales de enero de 1990. Es así que el día 22, Álvaro Montoya fue liberado cerca de la entrada principal de la Universidad Nacional de Colombia, sin que el cartel le exigiera transmitir mensaje alguno a la opinión pública.
En su libro La Parábola de Pablo, Alonso Salazar sostuvo que el empresario Santiago Londoño White, con el consentimiento de Montoya, contribuyó a buscar una salida a la situación planteada por Escobar, quien respondió entregando un laboratorio en el Chocó, un helicóptero y un autobús cargado de dinamita. Según Salazar, Londoño convenció a Escobar para que liberase al hijo de Montoya, con el compromiso de que seguiría obrando como mediador. Este hecho se hizo público a través de los medios, pero Montoya aseguró que solamente se habían realizado contactos humanitarios para liberar a su hijo.
La negociación fue postergada en medio de la campaña para las elecciones presidenciales de Colombia de 1990 y jamás se concretó. Dentro de la tensa situación, una semana antes del final de su mandato, el presidente Barco designó a Germán Montoya como embajador de Colombia ante el Gobierno de Canadá, en reemplazo de Jaime Vidal Perdomo.

### Secuestro y asesinato de Marina Montoya
En agosto de 1990 se inició el gobierno del presidente César Gaviria. Pese a ello, y tras considerar que había sido traicionado por el gobierno de Barco, el cartel señaló a la hermana del exsecretario general de la presidencia, como "blanco" para ejecutar su venganza.
Marina Montoya nació en 1929, en Antioquia. Fue secuestrada el 19 de septiembre de 1990 en horas de la tarde, pasando a ser retenida junto a un grupo de siete periodistas que Los Extraditables ya en su poder. Montoya fue secuestrada cuando salía de un restaurante de su propiedad, situado en la calle 80 con carrera 11 del norte de Bogotá. Los hechos tuvieron lugar pocas horas antes de que el periodista Francisco Santos, jefe de redacción del diario El Tiempo fuese también secuestrado. Durante su cautiverio compartió lugar con Maruja Pachón y Beatriz Villamizar, y comenzó a padecer quebrantos de salud que la demacraron.
A partir de entonces la familia Montoya soportó el relativo olvido de los medios de comunicación que pedían insistentemente la liberación de los periodistas, dejando a su familiar. Tampoco recibieron mensajes que indicaran su estado o quien la mantenía retenida, pese a las fallidad gestiones de su hijo Luis Guillermo Perez Montoya. Entre tanto, el cartel aseguró respecto al secuestro de los periodistas, que su propósito era obtener del gobierno un tratamiento similar al que permitió al Movimiento 19 de abril (M-19) y el Ejército Popular de Liberación (EPL) acceder al proceso de paz.
En enero de 1991, al estallar el escándalo del secuestro y muerte de Diana Turbay y la muerte de un miembro de Los Priscos, en represalia sus captores decidieron ejecutarla. El día 24, su cadáver fue encontrado en terrenos abandonados en la calle 193 entre carreras 39 y 40 de Bogotá. Al no lograr identificarla, las autoridades la sepultaron en una "tumba colectiva sin nombre". Como el cadáver estaba indocumentado, y no fue reclamado por ninguna persona, se ordenó su identificación dactilar al Departamento Administrativo de Seguridad (DAS) y a la Registraduría Nacional.
Ya el 30 de enero, Los Extraditables habían admitido que su grupo estaba dispuesto a la ejecución de Marina Montoya, pero afirmaron que por razones de clandestinidad no podían confirmar si la orden se hizo efectiva o si la rehén había sido liberada. El cartel aseguró que la decisión fue tomada para forzar al gobierno a atender sus denuncias sobre los presuntos crímenes contra la organización criminal atribuidos a la Policía, especialmente las ejecuciones de miembros de Los Priscos.
Posteriormente, un médico forense del Instituto de Medicina Legal vio la imagen de Marina Montoya en uno de los noticieros de Colombia, llegando a la conclusión que esa persona era la misma a la que había practicado una necropsia cinco días antes. El forense informó que la muerte fue producida por seis heridas de arma de fuego en el rostro y en el cráneo, todas con orificio de salida. Junto al cadáver se encontraron seis vainas de calibre 9 mm.
Tras ser plenamente identificada por su sobrino Álvaro Diego y su hijo Luis Guillermo, los restos de Montoya fueron entregados a su familia, siendo sepultada en el cementerio Jardines de Paz.
En 1991 se dio la negociación a través de la cual Escobar se rindió a cambio de ventajas judiciales, obtenidas también bajo la presión de los secuestros colectivos.
Tras terminar su labor pública, Montoya ha sido presidente de Pretrocolombia, una empresa que creó con cinco socios y que realiza inversiones en el área de la industria petrolera.
Falleció a los 100 años el 27 de mayo de 2020.

## Familia
Estuvo casado con Felisa Escobar de quien enviudó; tuvieron seis hijos: Álvaro Diego, Juan Rodrigo, Ana Cecilia, los gemelos Gilberto y Darío, y Gustavo.

## Distinciones
Durante el gobierno de Guillermo León Valencia le fue otorgada la Medalla del Mérito Industrial, y en 1981 le otorgaron la Cruz de Boyacá en grado de Oficial, por su “valioso aporte durante 25 años al desarrollo de la industria automotriz en Colombia”.
En 1990 Montoya fue condecorado con la Orden de Boyacá, en el grado de Gran Cruz, en “reconocimiento a su gestión administrativa durante la administración Barco”.
El 25 de mayo de 2004, el gobierno de Álvaro Uribe le entregó la Orden de Boyacá en el Grado de Gran Cruz.